# غاري وود (لاعب كرة قدم أمريكية)
غاري وود (بالإنجليزية: Gary Wood)‏ هو لاعب كرة قدم أمريكية أمريكي، ولد في 9 يوليو 1942 في Taylor, New York ‏ في الولايات المتحدة، وتوفي في 3 مارس 1994.

## وصلات خارجية
- غاري وود على موقع مرجع كرة القدم المحترفة.كوم (الإنجليزية)